# Crenidium spinescens
Crenidium spinescens là loài thực vật có hoa trong họ Cà. Loài này được Haegi mô tả khoa học đầu tiên năm 1981.